# David Matas

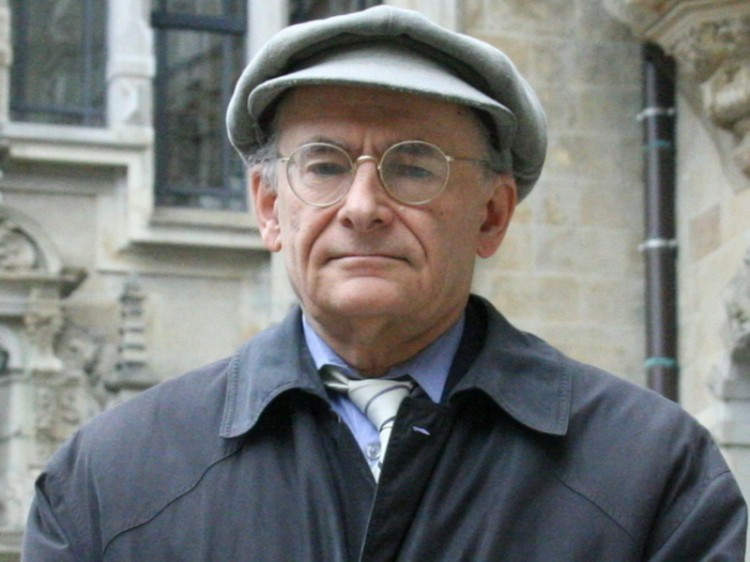
David Matas

David Matas (* 29. August 1943 in Winnipeg, Kanada) ist Menschenrechtsanwalt und Senior Rechtsberater von B’nai Brith Canada. Seit 1979 führt er eine Privatkanzlei in Winnipeg, in der er sich auf Flüchtlings-, Einwanderungs- und Menschenrechtsthemen spezialisiert hat. 2006 wurden David Matas und der Menschenrechtsanwalt David Kilgour international durch die Veröffentlichung des Untersuchungsberichtes Blutige Ernte und dessen Verbreitung in Regierungs-, Menschenrechts- und medizinischen Fachkreisen bekannt. Aufgrund dieser Menschenrechtsarbeit wurden beide 2010 für den Friedensnobelpreis vorgeschlagen.

## Ausbildung
David Matas wurde in Winnipeg, Kanada, geboren. Seine Großeltern waren Einwanderer aus der Ukraine und Rumänien. Seine Eltern waren Harry und Esther (geb. Steinman) Matas.
1964 erhielt er an der University of Manitoba den Bakkalaureus der Philosophie und 1965 an der Princeton University den Magister der Philosophie. 1967 absolvierte er in England an der University of Oxford den Bakkalaureus für Jurisprudenz und 1968 den Bakkalaureus im Zivilrecht. 1969 arbeitete Matas als Rechtsanwalt für Middle Temple, einer der englischen Anwaltskammern, und schloss sich 1971 der Anwaltskammer von Manitoba an.

## Regierungsarbeit
Während Matas 1969 als Anwalt in England registriert war, diente er gleichzeitig von 1968 bis 1969 als Referendar des Supreme Court of Canada (Oberster Gerichtshof Kanadas) und war Mitglied des Arbeitskreises für ausländisches Eigentumsrecht der kanadischen Regierung. Von 1971 bis 1972 arbeitete er als Zweiter Kronanwalt Kanadas.
Matas war Mitglied der kanadischen Delegation der Generalversammlung der Vereinten Nationen und arbeitete dort unter anderem im Arbeitskreis für Einwanderungspraktiken & Verfahren; in der kanadischen Delegation auf der Konferenz der Vereinten Nationen zur Etablierung eines Internationalen Strafgerichtshofs 1998 und in der kanadischen Delegation des Stockholmer Internationalen Forums zum Holocaust. Von 1997 bis 2003 war Matas Direktor des Internationalen Zentrums für Menschenrechte & Demokratische Entwicklung, auch als Rights and Democracy (R&D) bekannt. Am 13. November 2009 wurde Matas in den Vorstand des Zentrums berufen, der von Professor Aural Braun geleitet wurde. Kurze Zeit später untersuchten Matas und Braun mehrere gesetzwidrige Handlungen sowie geheime Zuschüsse an radikale Organisationen durch Mitarbeiter des R&D. Diese Untersuchung führte schließlich dazu, dass staatliche Mittel gestrichen wurden und die kanadische Regierung 2012 das R&D-Netzwerk auflöste.

## Lehrtätigkeit
Matas lehrte an der McGill University Verfassungsrecht und an der University of Manitoba Einführung in Volkswirtschaft, ökonomische Wirtschaftsprobleme Kanadas, Völkerrecht, Bürgerrecht sowie Einwanderungs- und Flüchtlingsrecht.

## Politik
Im Jahr 1979 kandidierte Matas für das kanadische Unterhaus und 1980 bei den Bundestagswahlen als Kandidat der Liberalen im Bezirk Winnipeg-Assiniboine. Bei beiden Wahlen belegte er den zweiten Platz.
2009 war David Matas Mitunterzeichner eines Briefes, in dem die Unterzeichnenden ihre Unterstützung des Antrages von UN Watch bekundeten, dass Professorin Christine Chinkin nicht geeignet sei, in einer Untersuchungskommission des Menschenrechtsrats der Vereinten Nationen mitzuarbeiten, bei der es um die Beweisfindung ging, ob Israeli und Hamas während des Gaza-Krieges von 2008 bis 2009 möglicherweise an Kriegsverbrechen beteiligt waren. Der Brief bezieht sich darauf, dass Chinkin bereits vor der Untersuchung ein Schreiben unterzeichnet hatte, in dem sie „zum Schluss gekommen war, dass Israel gegen das internationale Gesetz verstoßen hatte.“ Deshalb fanden die Unterzeichner, dass die Voraussetzungen der Unparteilichkeit der Untersuchungskommission durch Chinkin nicht mehr gegeben sei. Dennoch wurde Chinkin nicht aus der Untersuchungsmission entfernt und half dabei, den Goldstone-Report zu erstellen.
In seinem Buch „Aftershock: Anti-Zionism and Anti-Semitism“ (Nachbeben: Antizionismus und Antisemitismus), beschuldigte Matas diejenigen Kritiker, die Israels Besetzung des Westjordanlandes (der West Bank) kritisierten, der Doppelmoral, wenn sie nicht gleichzeitig die Besetzung Tibets durch China kritisieren würden.

## Menschenrechtsarbeit
David Matas war Direktor des Internationalen Verteidigungs- & Unterstützungsfonds für Südafrika in Kanada, Direktor der Kanada-Südafrika-Kooperation, Co-Vorsitzender der Kanadischen Überwachungsgruppe Helsinki Watch, Direktor des Freiheits- und Rechtsverbandes in Manitoba, von Amnesty International, B’nai Brith Canada, der kanadischen Rechtsanwaltskammer, der Internationalen Juristenkommission, des Jüdischen Kongress in Kanada und Direktor des kanadischen Flüchtlingsrats.
Er vertrat Lai Changxing wegen dessen Auslieferungsverfahrens in Kanada, das damals durch das auffallend starke Interesse der chinesischen Regierung an dessen Person öffentliches und politisches Interesse auf sich zog.
David Matas vertritt als Anwalt die „Gerechtigkeit für Juden aus arabischen Ländern“ und ist Mitautor von „Jüdische Flüchtlinge aus arabischen Ländern: Der Fall für Rechte und Rechtsbehelfe.“
Bezüglich der Rechtsfragen über die Verfolgung von Kriegsverbrechen in Bangladesch und wie diese gerichtlich zu belangen sind, legte Matas verschiedene Rechtsschriften vor.
Organraub an Falun Gong-Praktizierenden in China
Im Juli 2006 veröffentlichte David Matas zusammen mit dem ehemaligen Staatsanwalt und kanadischen Staatssekretär David Kilgour PC den Kilgour-Matas-Untersuchungsbericht. In ihrem Untersuchungsbericht erwähnen sie, dass „die Organquellen bei 41.500 Organtransplantationen in den Jahren 2000 bis 2005 ungeklärt sind“ und dass sie davon ausgehen, „dass es umfangreiche Organentnahmen an unfreiwilligen Falun Gong gegeben hat und es heute noch gibt.“ Im Jahr 2009 veröffentlichten sie ihren aktualisierten Untersuchungsbericht in Buchform. Nach der Veröffentlichung und Übergabe an die Vereinten Nationen, reisten sie in über 50 Länder, um Regierungen, Menschenrechtsorganisationen, medizinische Kreise und die Öffentlichkeit über dieses staatlich sanktionierte Verbrechen zu informieren, das sie selbst als „neue Form des Bösen auf unserem Planeten“ bezeichneten. 2012 stellte Matas fest, dass es immer noch keine erklärbaren Organquellen für die zwischen 2000 und 2005 stattgefundenen Organtransplantationen in China gebe.
Im Jahr 2012 veröffentlichten David Matas und Dr. med. Torsten Trey in „Staatsorgane: Transplantationsmissbrauch in China“ Aufsätze von Medizinprofessor Dr. Gabriel Danovitch, Professor für Bioethik Arthur Caplan, Herz-Lungen-Chirurg Dr. med. Jacob Lavee, Dr. med. Ghazali Ahmad, Professorin für Geriatrie Maria Fiatarone Singh, Dr. med. Torsten Trey, Enthüllungsjournalist Ethan Gutmann und David Matas. Der Enthüllungsjournalist Ethan Gutmann befragte über 100 Zeugen und schätzt, dass von 2000 bis 2008 65.000 Falun Gong-Praktizierende wegen ihrer Organe getötet wurden.
Am 10. November 2015 wiesen David Matas und David Kilgour in ihrer Rede bei TEDxMünchen darauf hin, dass sich bis heute nichts an dem Verbrechen des staatlich sanktionierten Organraubs an Falun Gong-Praktizierenden geändert habe, lediglich fahren einige Krankenhäuser nicht mehr damit fort, so unverhohlen dafür zu werben. Darüber hinaus bleibe die chinesische Regierung weiterhin die Antwort schuldig, woher die Organe für die Transplantationen kommen.
Am 22. Juni 2016 veröffentlichte David Matas zusammen mit David Kilgour und Ethan Gutmann den gemeinsam erstellten Untersuchungsbericht „Bloody Harvest / The Slaughter — An Update“. Der 680 Seiten umfassende Bericht stellt eine forensische Analyse aus über 2300 chinesischen Dokumenten und Webseiteninformationen dar und kommt zu dem Ergebnis, dass die wirkliche Anzahl der Organtransplantationen in China von der chinesischen Regierung geheim gehalten wird (der Bericht geht von jährlich 60.000 bis 100.000 Organtransplantationen aus); die Organe für die ermittelte hohe Anzahl an Organtransplantationen von getöteten unschuldigen Uiguren, Tibetern, Hauschristen und hauptsächlich Falun-Gong-Praktizierenden stammen; und Organraub in China ein Verbrechen darstellt, in das die Kommunistische Partei, staatliche Institutionen, das Gesundheitssystem, Krankenhäuser und Transplantationsmediziner verwickelt sind.

## Kanadische Anwaltskammer – Ausschuss für Verfassungsfragen
David Matas ist Mitglied der Canadian Bar Association (kanadische Anwaltskammer). Im Jahr 1977, nach der Wahl der separatistischen Parti Québécois in die Regierung, wurde er gebeten, im Ausschuss der kanadischen Anwaltskammer für Verfassungsfragen teilzunehmen. Das Mandat des Ausschusses war, Untersuchungen durchzuführen und Empfehlungen für die Verfassung Kanadas zu geben. Die Mitglieder des Ausschusses kamen aus jeder Provinz Kanadas und bestanden unter anderem aus zwei zukünftigen Premierministern kanadischer Provinzen, zukünftigen Richtern des höchsten Gerichts Kanadas, zwei zukünftigen Landesrichtern und einem zukünftigen kanadischer Botschafter bei den Vereinten Nationen. Bei der nächsten Jahrestagung im Jahr 1978 präsentierte der Ausschuss seinen Bericht der kanadischen Anwaltskammer. Der Ausschuss stellte umfangreiche Empfehlungen zur Verfassungsänderung vor, unter anderem eine völlig neue Verfassung, die Abschaffung der Monarchie, die Änderung des Senats, die Verankerung von Sprachrechten und eine entsprechende Gesetzesvorlage sowie die Verlagerung der Machtverhältnisse zwischen der Bundesregierung und den Provinzen.

## Veröffentlichungen

### Artikel
- „China’s bloody harvest“, National Post, 23. August 2006[33]
- „Why We Must Protest: The Case of Falun Gong“, Epoch Times, 21. Juli 2012[34]
- „Organ Harvesting, Falun Gong, and the Future of China“, Epoch Times, 10. November 2012[35]
- „Assessing Evidence of Genocide“, Epoch Times, 4. Juli 2013[36]

### Vorträge und Anhörungen
- „Chinese Organ Transplant Abuse“, Italienisches Parlament, 19. Dezember 2013[37]
- „Organ Sourcing in China: The Official Version“, 1. Internationales Expertenforum „Transplantation und Menschenrechte“ in Bern, 16. April 2015[38]
- „Commemorating the Holocaust“, Foundation for Free Speech, Warschau, 27. Januar 2015[39]
- „Two Davids & Goliath“, TEDxMünchen, 10. November 2015[40]
- Anhörung im Ausschuss für Auswärtige Angelegenheiten des US-Repräsentantenhauses, 22. Juni 2016[41]
- Anhörung im EU-Parlament über Chinas Transplantationsmissbrauch, 29. Juni 2016[42]

### Bücher
- Justice Delayed: Nazi War Criminals in Canada (1987) with Susan Charendoff, ISBN 978-0-920197-42-4
- Closing the Doors: The Failure of Refugee Protection (1989) with Ilana Simon, ISBN 978-0-920197-81-3
- The Sanctuary Trial (1989), ISBN 978-0-921242-02-4
- No More: The Battle Against Human Rights Violations (1996), ISBN 978-1-55002-221-6
- Bloody Words: Hate and Free Speech (2000), ISBN 978-1-55331-000-6
- Aftershock: Anti-Zionism & Antisemitism (2005), ISBN 978-1-55002-553-8
- Bloody Harvest, The killing of Falun Gong for their organs (2009) with David Kilgour[43][44]
- Staats-Organe: Transplantationsmissbrauch in China (2013), ISBN 978-3-86239-111-0
- Why did you do that? Autobiography of a Human Rights Advocate (2105), Seraphim Editions, ISBN 978-1-927079-34-8

## Auszeichnungen
David Matas ist Preisträger zahlreicher Ehren und Auszeichnungen, unter anderem:
- Konföderationsmedaille des Generalgouverneurs im Jahr 1992[45]
- Auszeichnung für hervorragende Leistung von dem Manitoba Bund für Freiheitsrechte im Jahr 1996[45]
- Menschenrechtspreis der Liga für Menschenrechte der B’nai Brith Kanada, Mittelwest Region, im Jahr 1999[45]
- Person des Jahres 2006 der Interreligiösen Bruderschaft Vancouver[45]
- Manitoba Bar Association Distinguished Service Award 2008[46]
- Ernennung zum Mitglied des Order of Canada am 30. Dezember 2008.[47]
- Canadian Bar Association National Citizenship and Immigration Section Achievement Award 2009[3]
- Menschenrechtspreis 2009 der Internationalen Gesellschaft für Menschenrechte in der Schweiz für David Matas und David Kilgour für ihre Untersuchungen und Aufklärungsarbeit über den Organraub an Falun Gong-Praktizierenden in China[48]
- Nominierung für den Friedensnobelpreis 2010 für David Matas und David Kilgour für ihre Untersuchungen und Aufklärungsarbeit über den Organraub an Falun Gong-Praktizierenden in China[12] (Nominiert von Boris Wrzesnewskyi)
- University of Manitoba Distinguished Alumni Award for Lifetime Achievement 2014[48]
- Carthage International Award for Peace and Defence of Human Rights, Rom, 10. Juli 2014[49]
- Mahatma-Gandhi-Friedenspreis 2016[50][51]